# Chuishan
Chuishan (kinesiska: 圌山) är en kulle i Kina. Den ligger i provinsen Jiangsu, i den östra delen av landet, omkring 87 kilometer öster om provinshuvudstaden Nanjing. Toppen på Chuishan är 230 meter över havet.
Chuishan är den högsta punkten i trakten. Runt Chuishan är det tätbefolkat, med 881 invånare per kvadratkilometer. Närmaste större samhälle är Dalu, 2,1 km öster om Chuishan. Trakten runt Chuishan består till största delen av jordbruksmark.
Genomsnittlig årsnederbörd är 1 302 millimeter. Den regnigaste månaden är juli, med i genomsnitt 255 mm nederbörd, och den torraste är januari, med 30 mm nederbörd.